# Echiquier Bruntrutain Porrentruy
Echiquier Bruntrutain Porrentruy – szwajcarski klub szachowy z Porrentruy.

## Historia
Klub powstał w 1948 roku. W 1973 roku z okazji 25-lecia istnienia zorganizował turniej z udziałem około trzystu graczy. Na początku XXI wieku zespół występował w 2. Bundeslidze, zajmując drugie miejsce w 2007 roku, trzecie w roku 2009, pierwsze w roku 2013 (bez awansu), drugie w roku 2014, i ponownie pierwsze (bez awansu) w roku 2015. W 2016 roku zespół awansował do Bundesligi. W swoim debiutanckim sezonie w Bundeslidze klub był piąty w tabeli. Rok później zespół zajął trzecie miejsce w lidze. W składzie drużyny znajdowali się wówczas m.in. Borya Ider, Andriej Sokołow, Bilel Bellahcene i Jean-Noël Riff. Przed sezonem 2019 klub wycofał się z rozgrywek Bundesligi i wystartował w 2. Regionallidze, w której zajął pierwsze miejsce. W 2020 roku zespół zajął trzecie miejsce w 1. Regionallidze; identyczny rezultat osiągnięto w 2022 i 2024 roku.